# Іст-Вінсент Тауншип (округ Честер, Пенсільванія)
Іст-Вінсент Тауншип (англ. East Vincent Township) — селище (англ. township) в США, в окрузі Честер штату Пенсільванія. Населення — 7433 особи (2020).

## Демографія
Згідно з переписом 2010 року, у селищі мешкала 6821 особа в 2267 домогосподарствах у складі 1765 родин. Було 2332 помешкання
Расовий склад населення:
| - 90,7 % — білих - 4,9 % — чорних або афроамериканців - 2,2 % — азіатів - 0,2 % — корінних американців - 0,1 % — вихідців з тихоокеанських островів |

До двох чи більше рас належало 1,5 %. Частка іспаномовних становила 2,1 % від усіх жителів.
За віковим діапазоном населення розподілялося таким чином: 30,2 % — особи молодші 18 років, 57,2 % — особи у віці 18—64 років, 12,6 % — особи у віці 65 років та старші. Медіана віку мешканця становила 39,8 року. На 100 осіб жіночої статі у селищі припадало 106,1 чоловіків;  на 100 жінок у віці від 18 років та старших — 100,9 чоловіків також старших 18 років.
Середній дохід на одне домашнє господарство  становив 110 454 долари США (медіана — 98 750), а середній дохід на одну сім'ю — 129 227 доларів (медіана — 115 017). Медіана доходів становила 68 750 доларів для чоловіків та 67 691 долар для жінок. За межею бідності перебувало 6,2 % осіб, у тому числі 10,1 % дітей у віці до 18 років та 1,2 % осіб у віці 65 років та старших.
Цивільне працевлаштоване населення становило 3108 осіб. Основні галузі зайнятості: освіта, охорона здоров'я та соціальна допомога — 21,5 %, виробництво — 15,2 %, роздрібна торгівля — 14,9 %.